# Gotlandtief
Das Gotlandtief, schwedisch Gotlandsdjupet, ist ein Meerestief in der Ostsee und stellt mit 248 m unter dem Meeresspiegel deren viertiefste Stelle dar, nach dem Landsorttief, Ålandtief (Rinne der Ålandsee) und Ulvötief (Bottensee).
Es befindet sich zwischen der schwedischen Insel Gotland und der lettischen Westküste und markiert die tiefste Stelle des Ostgotlandbeckens.